# Підірвати Гітлера
«Підірвати Гітлера» (нім. Elser – Er hätte die Welt verändert, дослівно — «Ельзер — він міг би змінити світ») — німецький історико-драматичний фільм, знятий Олівером Гіршбігелем. Світова прем'єра стрічки відбулась 12 лютого 2015 року на Берлінському кінофестивалі, а в Україні — 9 червня 2016 року. Фільм розповідає про тесляра Георга Ельзера, який пробує вбити Адольфа Гітлера.

## У ролях
- Крістіан Фрідель — Георг Ельзер
- Катаріна Шюттлер — Ельза
- Бурггарт Клаусснер — Небе
- Йоган фон Бюлов — Генріх Мюллер

## Визнання
| Нагороди та номінації фільму «Підірвати Гітлера» | Нагороди та номінації фільму «Підірвати Гітлера» | Нагороди та номінації фільму «Підірвати Гітлера» | Нагороди та номінації фільму «Підірвати Гітлера» | Нагороди та номінації фільму «Підірвати Гітлера» | Нагороди та номінації фільму «Підірвати Гітлера» |
| Рік                                              | Кінопремія / Кінофестиваль                       | Категорія / Нагорода                             | Номінант                                         | Результат                                        |                                                  |
| ------------------------------------------------ | ------------------------------------------------ | ------------------------------------------------ | ------------------------------------------------ | ------------------------------------------------ | ------------------------------------------------ |
| 2015                                             | Кінопремія Баварії                               | Найкращий фільм                                  | «Підірвати Гітлера»                              | Перемога                                         |                                                  |
| 2015                                             | Camerimage                                       | «Золота жаба» за найкращу операторську роботу    | Юдіт Кауфман                                     | Номінація                                        |                                                  |
| 2015                                             | Единбурзький міжнародний кінофестиваль           | Найкращий фільм                                  | «Підірвати Гітлера»                              | Номінація                                        |                                                  |
| 2015                                             | Європейський кіноприз                            | Найкращий актор                                  | Крістіан Фрідель                                 | Номінація                                        |                                                  |
| 2015                                             | Премія «Юпітер»                                  | Найкраща німецька акторка                        | Катаріна Шюттлер                                 | Номінація                                        |                                                  |
| 2015                                             | Премія німецьких режисерів «Метрополіс»          | Найкращий фільм                                  | «Підірвати Гітлера»                              | Перемога                                         |                                                  |
| 2015                                             | Вальядолідський міжнародний кінофестиваль        | Найкращий фільм                                  | «Підірвати Гітлера»                              | Номінація                                        |                                                  |
| 2015                                             | Кінопремія Німеччини                             | Найкращий актор                                  | Крістіан Фрідель                                 | Номінація                                        |                                                  |
| 2015                                             | Кінопремія Німеччини                             | Найкращий актор другого плану                    | Бурггарт Клаусснер                               | Номінація                                        |                                                  |
| 2015                                             | Кінопремія Німеччини                             | Найкращий монтаж                                 | Олександр Діттнер                                | Номінація                                        |                                                  |
| 2015                                             | Кінопремія Німеччини                             | Найкращий оператор                               | Юдіт Кауфман                                     | Номінація                                        |                                                  |
| 2015                                             | Кінопремія Німеччини                             | Найкращий виробничий дизайн                      | Бенедикт Герфорт, Томас Стаммер                  | Номінація                                        |                                                  |
| 2015                                             | Кінопремія Німеччини                             | Найкращий дизайн костюмів                        | Беттіна Маркс                                    | Номінація                                        |                                                  |
| 2015                                             | Кінопремія Німеччини                             | Найкращий грим                                   | Тетяна Краускопф, Ізабель Неу                    | Номінація                                        |                                                  |